# Campeonato Botsuano de Futebol

O Campeonato Botsuano de Futebol ou Botswana Premier League é a principal competição de futebol de clubes de Botswana.

## História
A liga foi iniciada em 1966.

## Campeões
Lista de  campeões:
| Ano     | Clube                 |
| ------- | --------------------- |
| 1966    | Desconhecido          |
| 1967    | Gaborone United       |
| 1968    | Desconhecido          |
| 1969    | Gaborone United       |
| 1970    | Gaborone United       |
| 1971–77 | Desconhecido          |
| 1978    | Notwane               |
| 1979    | Township Rollers      |
| 1980    | Township Rollers      |
| 1981    | Defence Force XI      |
| 1982    | Township Rollers      |
| 1983    | Township Rollers      |
| 1984    | Township Rollers      |
| 1985    | Township Rollers      |
| 1986    | Gaborone United       |
| 1987    | Township Rollers      |
| 1988    | Defence Force XI      |
| 1989    | Defence Force XI      |
| 1990    | Gaborone United       |
| 1991    | Defence Force XI      |
| 1992    | Extension Gunners     |
| 1993    | Extension Gunners     |
| 1994    | Extension Gunners     |
| 1995    | Township Rollers      |
| 1996    | Notwane               |
| 1997    | Defence Force XI      |
| 1998    | Notwane               |
| 1999    | Mogoditshane Fighters |
| 2000    | Mogoditshane Fighters |
| 2001    | Mogoditshane Fighters |
| 2002    | Defence Force XI      |
| 2003    | Mogoditshane Fighters |
| 2004    | Defence Force XI      |
| 2005    | Township Rollers      |
| 2006    | Police XI             |
| 2007    | ECCO City Green       |
| 2008    | Centre Chiefs         |
| 2009    | Gaborone United       |
| 2010    | Township Rollers      |
| 2011    | Township Rollers      |
| 2012    | Centre Chiefs         |
| 2013    | Centre Chiefs         |
| 2014    | Township Rollers      |
| 2015    | Centre Chiefs         |
| 2016    | Township Rollers      |
| 2017    | Township Rollers      |
| 2018    | Township Rollers      |
| 2019    | Township Rollers      |
| 2020    | Jwaneng Galaxy        |

## Performance por Clubes
| Clube                 | N° título | Anos                                                                                            |
| --------------------- | --------- | ----------------------------------------------------------------------------------------------- |
| Township Rollers      | 16        | 1979, 1980, 1982, 1983, 1984, 1985, 1987, 1995, 2005, 2010, 2011, 2014, 2016, 2017, 2018, 2019. |
| Defence Force XI      | 7         | 1981, 1988, 1989, 1991, 1997, 2002, 2004.                                                       |
| Gaborone United       | 6         | 1967, 1969, 1970, 1986, 1990, 2009.                                                             |
| Mogoditshane Fighters | 4         | 1999, 2000, 2001, 2003.                                                                         |
| Centre Chiefs         | 4         | 2008, 2012, 2013, 2015.                                                                         |
| Extension Gunners     | 3         | 1992, 1993, 1994.                                                                               |
| Notwane               | 3         | 1978, 1996, 1998.                                                                               |
| ECCO City Greens      | 1         | 2007                                                                                            |
| Police XI             | 1         | 2006                                                                                            |

## Performance por Cidade
| Cidade       | N° | Clubes                                     |
| ------------ | -- | ------------------------------------------ |
| Gaborone     | 24 | Township Rollers, Gaborone United, Notwane |
| Mogoditshane | 11 | Defence Force, Mogoditshane Fighters       |
| Mochudi      | 4  | Centre Chiefs                              |
| Lobatse      | 3  | Extension Gunners                          |
| Francistown  | 1  | ECCO City Green                            |
| Otse         | 1  | Police XI                                  |

## Participações na Liga dos Campeões da CAF
| Clube                 | N° | Ano                                                         |
| --------------------- | -- | ----------------------------------------------------------- |
| Township Rollers      | 10 | 1981, 1983, 1984, 1985, 1988, 1996, 2015, 2017, 2018, 2019. |
| Defence Force XI      | 6  | 1982, 1989, 1990, 1992, 1998, 2003.                         |
| Gaborone United       | 3  | 1987, 1991, 2010.                                           |
| Extension Gunners     | 3  | 1993, 1994, 1995.                                           |
| Notwan                | 3  | 1997, 1999, 2000.                                           |
| Centre Chiefs         | 2  | 2013, 2014.                                                 |
| Police XI             | 2  | 2006, 2007.                                                 |
| Mogoditshane Fighters | 1  | 2002                                                        |

## Campeões Invictos
| Ano     | Equipe                | J  | V  | E | D | GM | GS | SG  | Pts. |
| ------- | --------------------- | -- | -- | - | - | -- | -- | --- | ---- |
| 2007-08 | Mochudi Centre Chiefs | 30 | 23 | 7 | 0 | 67 | 21 | +46 | 76   |